# Родине (Жировниця)
Родине (словен. Rodine) — поселення в общині Жировниця, Горенський регіон, Словенія. Висота над рівнем моря: 544 м.